# نجم‌آبی گیلانی
نجم‌آبی گیلانی، نجم‌آبی قفقازی (نام علمی: Scilla siberica) یکی از گونه‌های سردهٔ نجم‌آبی است. ارتفاع گیاه ۱۰ سانتیمتر است. برگ‌های بلند آن یک سانتیمتر عرض داشته و قطعات گلپوش آن تا ۱۵ میلیمتر طول دارند. گل‌های زیبای آبی پررنگ همراه با سه برگ سبز و براق کم و بیش بخاک افتادهٔ آن از مشخصات این گونه به شمار می‌رود. گل‌های آن در کنار برف‌های در حال ذوب ظاهر گردیده و در قسمت‌های فوقانی جنگل‌های راش در استان گیلان و در نواحی مجاور آن در استان آذربایجان از ارتفاع ۸۰۰ تا ۲۰۰۰ متر و بالاتر از آن می‌روید. فصل گلدهی اسفند و فروردین ماه است.